# 경제개혁연대
경제개혁연대(Solidarity for Economic Reform)는 대한민국의 경제전문단체이다. '참여연대 경제개혁센터'가 참여연대로부터 분화하여 설립되었고 소액주주 권익보호, 기업지배구조 개선, 정부의 재벌·금융정책 감시 등 1997년부터 '참여연대 경제개혁센터'가 해온 활동을 보다 전문화하고 발전시키려는 목적으로 2006년 설립되었다. 제1대 소장은 한성대학교 무역학과 교수 김상조이다.